# 小行星16996
小行星16996（16996 Dahir）是一颗绕太阳运转的小行星，为主小行星带小行星。该小行星于1999年2月10日发现。

## 轨道参数
小行星16996的轨道半长轴为2.2647920 UA，离心率为0.174。